# Uładzimir Chadasiewicz
Uładzimir Michajławicz Chadasiewicz (biał. Уладзімір Міхайлавіч Хадасевіч, ros.  Владимир Михайлович Ходосевич, Władimir Michajłowicz Chodosiewicz; ur. 23 sierpnia 1947 w Olchowcu w rejonie horeckim) – białoruski inżynier technolog, wynalazca i polityk opozycyjny; jeden z wiodących specjalistów na obszarze byłego ZSRR w dziedzinie urządzeń nocnego widzenia, kandydat nauk technicznych (odpowiednik polskiego stopnia doktora);  deputowany do Rady Najwyższej Republiki Białorusi XIII kadencji, członek opozycyjnej Zjednoczonej Partii Obywatelskiej, w 2006 roku członek grupy inicjatywnej opozycyjnego kandydata na prezydenta Alaksandra Milinkiewicza.

## Życiorys

### Młodość i praca
Urodził się 23 sierpnia 1947 roku we wsi Olchowcu, w rejonie horeckim obwodu mohylewskiego Białoruskiej SRR, ZSRR. W 1970 roku ukończył Mohylewski Instytut Budowy Maszyn. Posiada stopień kandydata nauk technicznych (odpowiednik polskiego stopnia doktora). Temat jego dysertacji kandydackiej brzmiał: Konstrukcyjno-technologiczne zabezpieczenie wysokiego zasięgu widzenia noktowizorów. Jest członkiem korespondencyjnym Międzynarodowej Akademii Procesów i Technologii Informacyjnych. W latach 1970–1972 pracował jako inżynier technolog. W latach 1972–1974 był kierownikiem biura nowej techniki. W latach 1974–1976 pełnił funkcję zastępcy głównego technologa, a w latach 1976–1977 – zastępca głównego inżyniera – główny technolog w Zakładach Optyczno-Mechanicznych w Zagorsku, w obwodzie moskiewskim Rosyjskiej FSRR. W latach 1977–1985 pracował jako dyrektor Zakładów „Dioprojektor” w Rohaczowie. W latach 1985–1995 był zastępcą kierownika Rohaczowskiej Filii Centralnego Biura Konstruktorskiego „Pielenh”. Od października 1996 do sierpnia 1997 roku był bezrobotny. Od 1997 do co najmniej 1999 roku pełnił funkcję głównego konstruktora w Centrum Naukowo-Produkcyjnym „Spiecyjalnyje Kompleksnyje Sistiemy” (pol. Kompleksowe Systemy Specjalne) przy otwartej spółce akcyjnej „Pielenh”. Był członkiem opozycyjnej Zjednoczonej Partii Obywatelskiej.
Uładzimir Chadasiewicz jest racjonalizatorem i autorem wielu wynalazków opatentowanych na Białorusi i poza jej granicami. Był jednym z najmłodszych dyrektorów zakładów przemysłu obronnego w historii Ministerstwa Przemysłu Obronnego ZSRR. Ze względu na wyniki opracowania przyrządów nocnego widzenia oraz ich elementów, opracowania i wprowadzenia wysokich technologii ich produkcji uznawany jest za jednego z wiodących specjalistów obszaru byłego ZSRR w tej dziedzinie.

### Działalność polityczna
Uładzimir Chadasiewicz startował w 1995 roku jako kandydat bezpartyjny w wyborach do Rady Najwyższej Republiki Białorusi XIII kadencji. W drugiej turze uzupełniających wyborów parlamentarnych 10 grudnia 1995 roku został wybrany na deputowanego do Rady Najwyższej z Rohaczowskiego Miejskiego Okręgu Wyborczego Nr 112. 9 stycznia 1996 roku został zaprzysiężony na deputowanego. Od 23 stycznia pełnił w Radzie Najwyższej funkcję członka, a potem zastępcy przewodniczącego Stałej Komisji ds. Przemysłu, Transportu, Budownictwa, Energetyki, Handlu i Innych Usług dla Ludności, Łączności i Informatyki. Był bezpartyjny, należał do opozycyjnej wobec prezydenta Alaksandra Łukaszenki frakcji „Działanie Obywatelskie”. Od 3 czerwca był członkiem grupy roboczej Rady Najwyższej ds. współpracy z parlamentem Republiki Mołdawii. 27 listopada 1996 roku, po dokonanej przez prezydenta kontrowersyjnej i częściowo nieuznanej międzynarodowo zmianie konstytucji, nie wszedł w skład utworzonej przez niego Izby Reprezentantów Zgromadzenia Narodowego Republiki Białorusi I kadencji. Zgodnie z Konstytucją Białorusi z 1994 roku jego mandat deputowanego do Rady Najwyższej zakończył się 9 stycznia 2001 roku; kolejne wybory do tego organu jednak nigdy się nie odbyły.
W czasie wyborów prezydenckich w 2006 roku Uładzimir Chadasiewicz był członkiem grupy inicjatywnej Alaksandra Milinkiewicza – wspólnego kandydata na prezydenta od opozycji demokratycznej. Za swoją działalność był prześladowany; 26 lutego 2006 roku w Rohaczowie był zatrzymany pod zarzutem „naruszenia porządku organizacji wyborów”.

## Nagrody i odznaczenia
- Gramota Pochwalna Rady Ministrów ZSRR[2];
- medale Wystawy Osiągnięć Gospodarki Narodowej ZSRR[2].

## Życie prywatne
Uładzimir Chadasiewicz jest żonaty, ma dwóch synów.